# 猫十字社
猫十字社（ねこじゅうじしゃ、1962年3月6日 - ）は、日本の漫画家。本名：森島利永子。

## 略歴
長野県飯田市出身。1978年（昭和53年）、「天使の一日」でデビュー。同年から白泉社『花とゆめ』『LaLa』等に「黒のもんもん組」「小さなお茶会」を発表する。1990年には同人誌「動じん誌」を発行する。
独特の言語感覚で同時代には先鋭的なギャグ漫画と評された「黒のもんもん組」や、温かいメルヘンな絵柄で日常的な生活が描かれる4コマ漫画でありながら、4コマの連続で多様なメタファーを含む寓話的エピソードも出現する「小さなお茶会」などの作品を発表している。
その後は少女漫画をベースに、幻想的で壮大なスケールのファンタジー作品「幻獣の國物語」などを発表している。
1984年に『ひらけ!ポンキッキ』の挿入歌「ケンカのあとは」（歌：ケント・ギルバート、ジュン・マリー）のアニメーション映像として、「小さなお茶会」のキャラクターが起用されたほか、「もっぷ」と「ぷりん」は一時期商工信組のキャラクターとしても使用されていた。
2007年には週刊誌『SPA!』（扶桑社）に動物ものエッセイ漫画も連載している。また、長野県上田市にある珍味メーカー「うえの屋」のパッケージイラストを担当していたことがある。

## 作品
- 天使の一日（1978年）
- 黒のもんもん組（1978年）
- 小さなお茶会（1978年 - 1987年）
- 県立御陀仏高校（1986年）
- 華本さんちのご兄弟（1987年）
- 幻想作品集・夢売り
- 幻獣の國物語（“TEAM 猫十字社”名義）アップルミステリー掲載（宙出版）（1990年）

## その他
同名のJ-POPユニット「猫十字社」が存在するが、これは猫十字社本人の許可を得てつけたものである